# Jean-Jacques Bovet
Jean-Jacques Bovet, né à Fleurier, est l'un des premiers industriels actif sur le territoire de la Suisse actuelle, dans le secteur des indiennes de coton au XVIIIe siècle. 

## Biographie
En 1752 il fonde avec Claude-Abram Du Pasquier à Cortaillod, la Fabrique-Neuve de Cortaillod, pour imprimer des indiennes.

## Sources et références
1. ↑  « Industrie des Indiennes », sur boudry-historique.net (consulté le 17 novembre 2008)
2. ↑  « Fabrique-Neuve de Cortaillod » dans le Dictionnaire historique de la Suisse en ligne.